# Les Real Housewives d'Atlanta
Les Real Housewives d'Atlanta (The Real Housewives of Atlanta) est une émission de télé-réalité américaine diffusée depuis le 7 octobre 2008 sur la chaîne Bravo.
En Afrique, l'émission est diffusée à partir du 2 janvier 2015 sur A+. En France, l'émission est disponible depuis le 1er juillet 2024 sur M6+ (saisons 9 à 13).
L'émission est la troisième adaptation du concept de télé-réalité The Real Housewives.

## Synopsis
L'émission suit la vie quotidienne de cinq à sept femmes au foyer et épouses américaines résidant à Atlanta, en Géorgie :
- NeNe, une actrice notamment connue pour la série Glee ;
- Kim, une femme au foyer fiancée à un joueur de football américain ;
- DeShawn, une philanthrope mariée au joueur de basketball Eric Snow ;
- Lisa, une actrice et ex-épouse du chanteur Keith Sweat ;
- Shereé, une entrepreneur et ex-épouse d'un joueur de football américain.

Des nouvelles Housewives rejoindront la distribution au cours de l'émission : 
- Kandi, une compositrice et chanteuse notamment connue pour le groupe Xscape ;
- Cynthia, une mannequin et ex-fiancée de l'acteur Leon Robinson ;
- Phaedra, une auteure et avocate ;
- Kenya, une actrice et vainqueur du concours de beauté Miss USA 1993 ;
- Porsha, une mannequin et petite-fille du militant Hosea Williams ;
- Claudia, une actrice et mannequin notamment connue pour Le Juste Prix USA ;
- Kim, une réalisatrice et actrice notamment connue pour la sitcom Drôle de vie ;
- Eva, une mannequin, actrice et ex-fiancée du rappeur Kevin McCall ;
- Shamari, une compositrice et chanteuse notamment connue pour le groupe Blaque ;
- Drew, une chanteuse et actrice notamment connue pour le film Sexy Dance ;
- Marlo, une créatrice de mode ;
- Sanya, une femme d'affaires et athlète médaillée d'or.

Des Amies des Housewives rejoignent également le programme :
- Demetria, une actrice et chanteuse et ennemie de Phaedra ;
- Shamea, une actrice et chanteuse et amie de Kandi ;
- Tanya, une entrepreneuse et amie de NeNe ;
- LaToya, une youtubeuse et amie de Kenya ;
- Monyetta, une autrice, actrice et amie de Kandi ;
- Courtney, une femme d'affaires et amie de Marlo et Shereé.

## Distribution
| Les Real Housewives       | Saisons    | Saisons    | Saisons    | Saisons    | Saisons    | Saisons    | Saisons    | Saisons    | Saisons    | Saisons    | Saisons    | Saisons    | Saisons    | Saisons    | Saisons    | Saisons    | Saisons   |
| Les Real Housewives       | 1          | 2          | 3          | 4          | 5          | 6          | 7          | 8          | 9          | 10         | 11         | 12         | 13         | 14         | 15         | 16         | 17        |
|                           | Actuelles  | Actuelles  | Actuelles  | Actuelles  | Actuelles  | Actuelles  | Actuelles  | Actuelles  | Actuelles  | Actuelles  | Actuelles  | Actuelles  | Actuelles  | Actuelles  | Actuelles  | Actuelles  | Actuelles |
| ------------------------- | ---------- | ---------- | ---------- | ---------- | ---------- | ---------- | ---------- | ---------- | ---------- | ---------- | ---------- | ---------- | ---------- | ---------- | ---------- | ---------- | --------- |
| Phaedra Parks (en)        |            |            | Principale | Principale | Principale | Principale | Principale | Principale | Principale |            |            |            |            |            |            | Principale | À venir   |
| Porsha Williams (en)      |            |            |            |            | Principale | Principale | Amie       | Principale | Principale | Principale | Principale | Principale | Principale |            |            | Principale | À venir   |
| Drew Sidora               |            |            |            |            |            |            |            |            |            |            |            |            | Principale | Principale | Principale | Principale | À venir   |
| Shamea Morton             |            |            |            |            | Invitée    | Invitée    | Invitée    | Amie       | Invitée    | Invitée    | Invitée    | Invitée    | Invitée    |            | Invitée    | Principale | À venir   |
| Kelli Ferrell             |            |            |            |            |            |            |            |            |            |            |            |            |            |            |            | Principale | À venir   |
| Angela Oakley             |            |            |            |            |            |            |            |            |            |            |            |            |            |            |            | Principale | À venir   |
|                           | Anciennes  |            |            |            |            |            |            |            |            |            |            |            |            |            |            |            |           |
| Shereé Whitfield          | Principale | Principale | Principale | Principale |            |            |            | Amie       | Principale | Principale |            |            | Invitée    | Principale | Principale |            |           |
| NeNe Leakes               | Principale | Principale | Principale | Principale | Principale | Principale | Principale | Invitée    |            | Principale | Principale | Principale |            |            |            |            |           |
| Kim Zolciak-Biermann (en) | Principale | Principale | Principale | Principale | Principale |            |            |            | Invitée    | Amie       |            |            |            |            | Invitée    |            |           |
| Lisa Wu (en)              | Principale | Principale | Invitée    |            |            |            |            |            | Invitée    | Invitée    |            |            |            | Invitée    | Invitée    |            |           |
| DeShawn Snow              | Principale |            |            |            |            |            |            |            |            |            |            |            |            | Invitée    | Invitée    |            |           |
| Kandi Burruss             |            | Principale | Principale | Principale | Principale | Principale | Principale | Principale | Principale | Principale | Principale | Principale | Principale | Principale | Principale |            |           |
| Cynthia Bailey (en)       |            |            | Principale | Principale | Principale | Principale | Principale | Principale | Principale | Principale | Principale | Principale | Principale |            | Invitée    | Amie       | À venir   |
| Kenya Moore               |            |            |            |            | Principale | Principale | Principale | Principale | Principale | Principale | Invitée    | Principale | Principale | Principale | Principale | Invitée    |           |
| Claudia Jordan            |            |            |            |            |            |            | Principale | Invitée    |            |            |            |            | Invitée    |            |            |            |           |
| Kim Fields                |            |            |            |            |            |            |            | Principale |            |            |            |            |            |            |            |            |           |
| Shamari DeVoe (en)        |            |            |            |            |            |            |            |            |            |            | Principale |            |            |            |            | Invitée    |           |
| Eva Marcille              |            |            |            |            |            |            |            |            |            | Amie       | Principale | Principale | Invitée    |            |            |            |           |
| Marlo Hampton             |            |            |            | Amie       |            | Invitée    |            | Invitée    | Invitée    | Amie       | Amie       | Amie       | Amie       | Principale | Principale |            |           |
| Sanya Richards-Ross       |            |            |            |            |            |            |            |            |            |            |            |            |            | Principale | Principale |            |           |
| Brittany Eady             |            |            |            |            |            |            |            |            |            |            |            |            |            |            |            | Principale |           |
|                           | Amies      |            |            |            |            |            |            |            |            |            |            |            |            |            |            |            |           |
| Demetria McKinney (en)    |            |            |            |            |            |            | Amie       | Invitée    |            |            |            |            |            |            |            |            |           |
| Tanya Sam                 |            |            |            |            |            |            |            |            |            |            | Amie       | Amie       | Amie       |            |            |            |           |
| LaToya Ali (en)           |            |            |            |            |            |            |            |            |            |            |            |            | Amie       |            | Invitée    |            |           |
| Monyetta Shaw-Carter      |            |            |            |            |            |            |            |            |            |            |            |            |            | Amie       | Amie       | Invitée    |           |
| Courtney Rhodes           |            |            |            |            |            |            |            |            |            |            |            |            |            |            | Amie       |            |           |

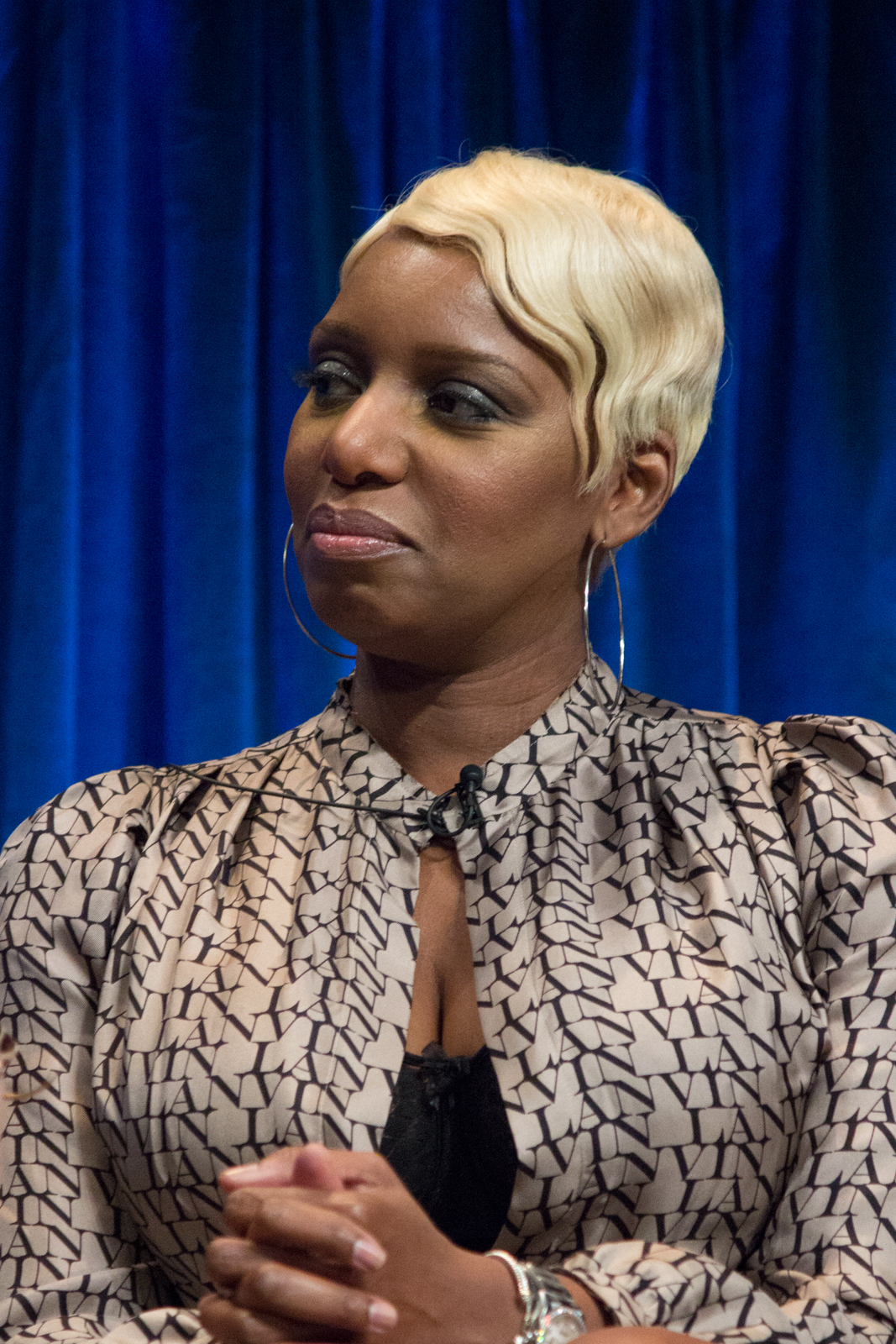
NeNe Leakes (saisons 1 à 7 et 10 à 12)
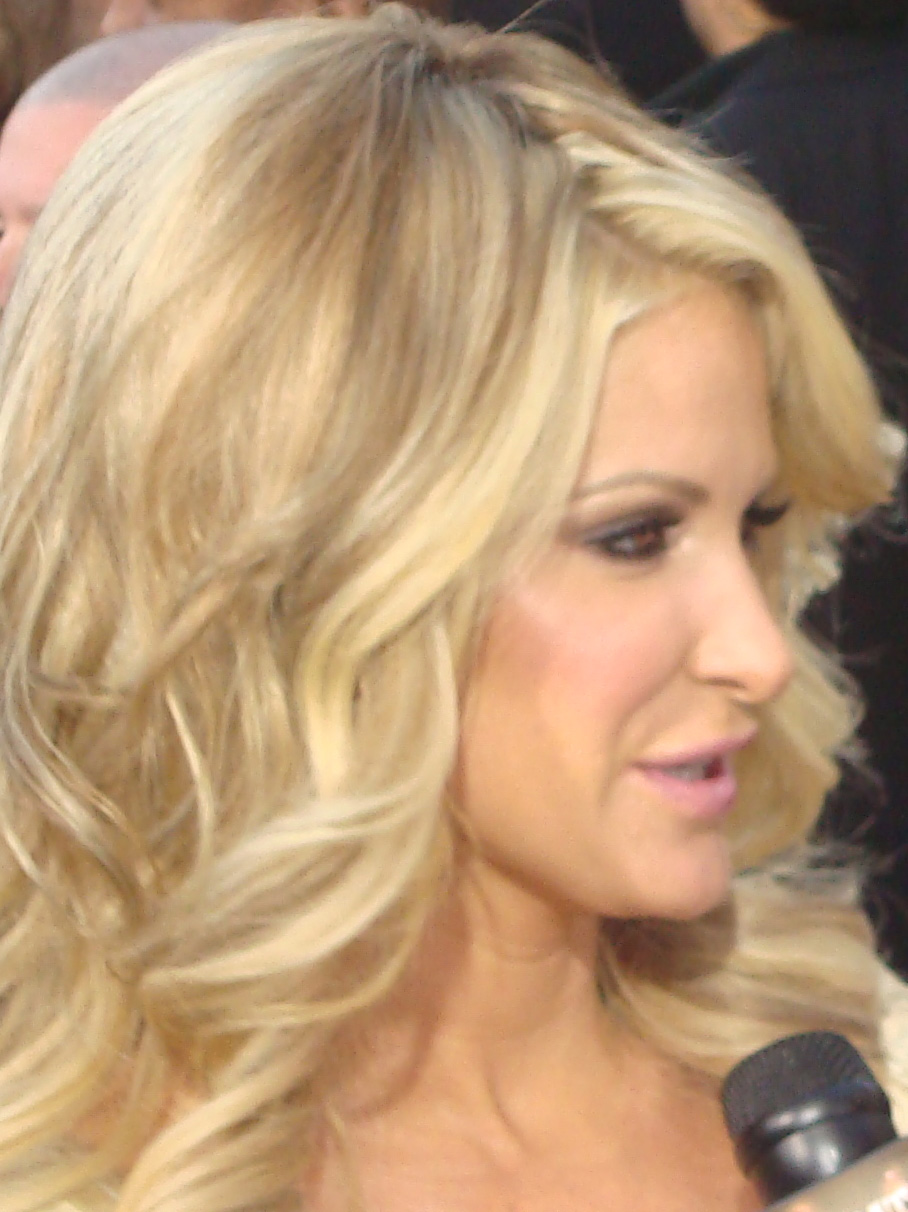
Kim Zolciak-Biermann (saisons 1 à 5)
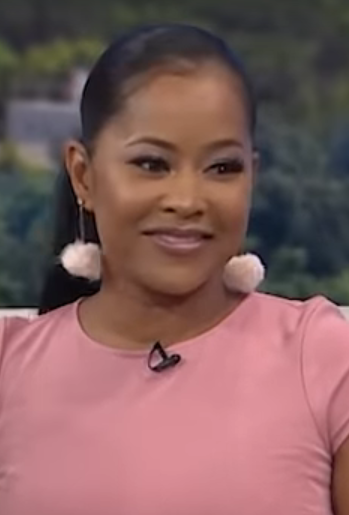
Lisa Wu (saisons 1 et 2)
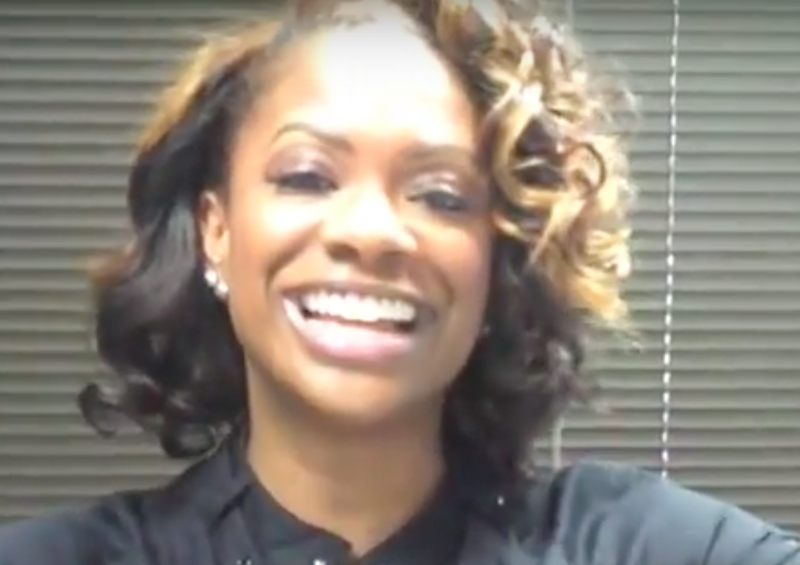
Kandi Burruss (saison 2 à 15)
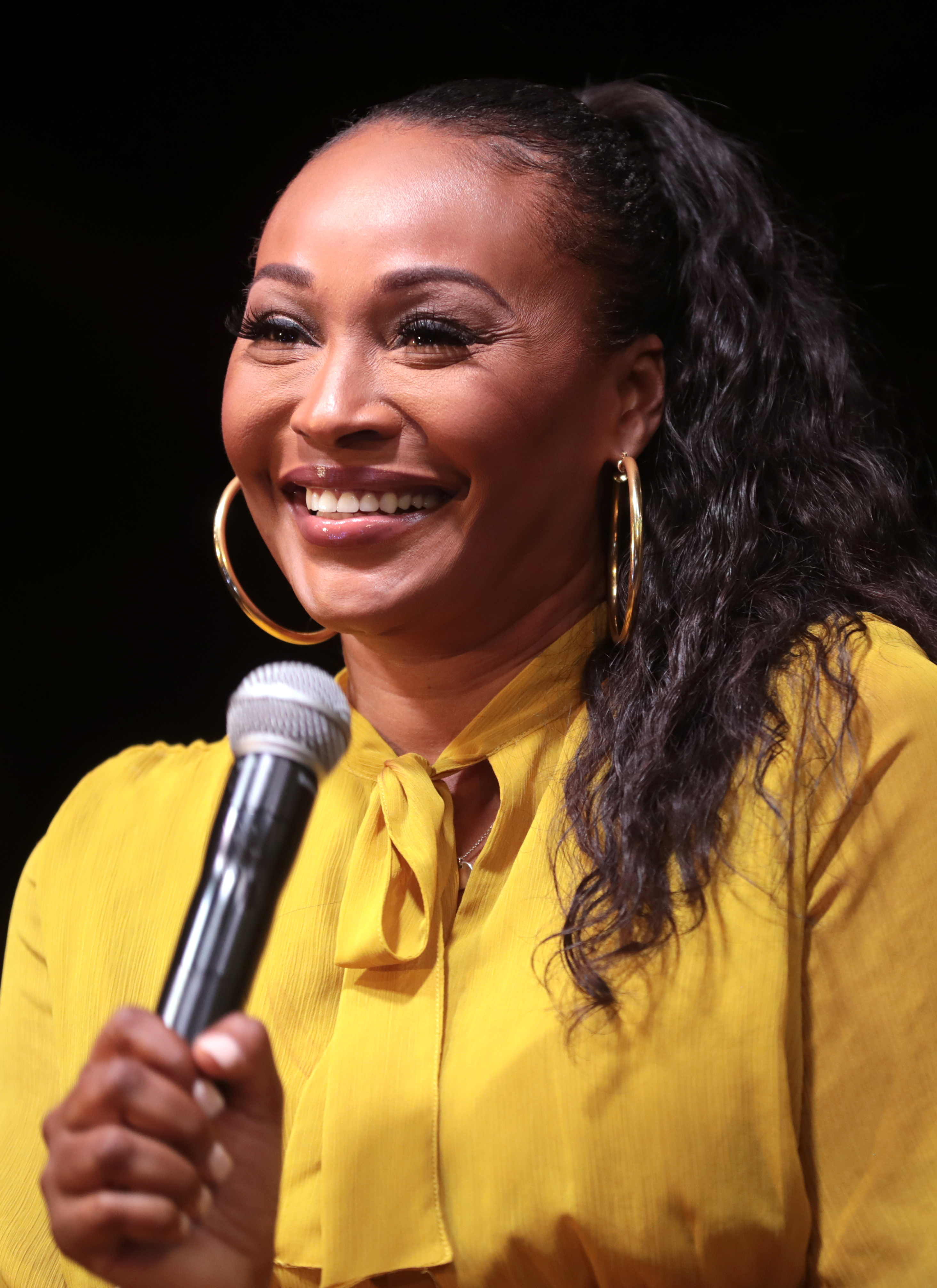
Cynthia Bailey (saisons 3 à 13)
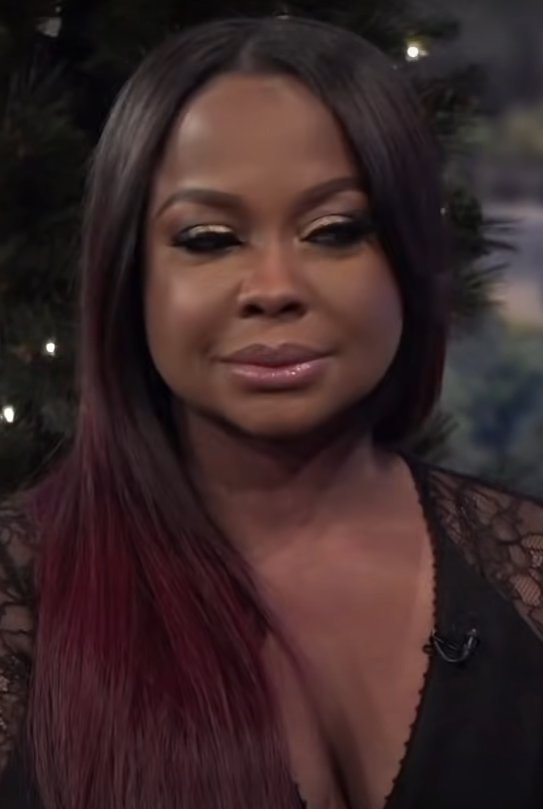
Phaedra Parks (saisons 3 à 9 et depuis la saison 16)
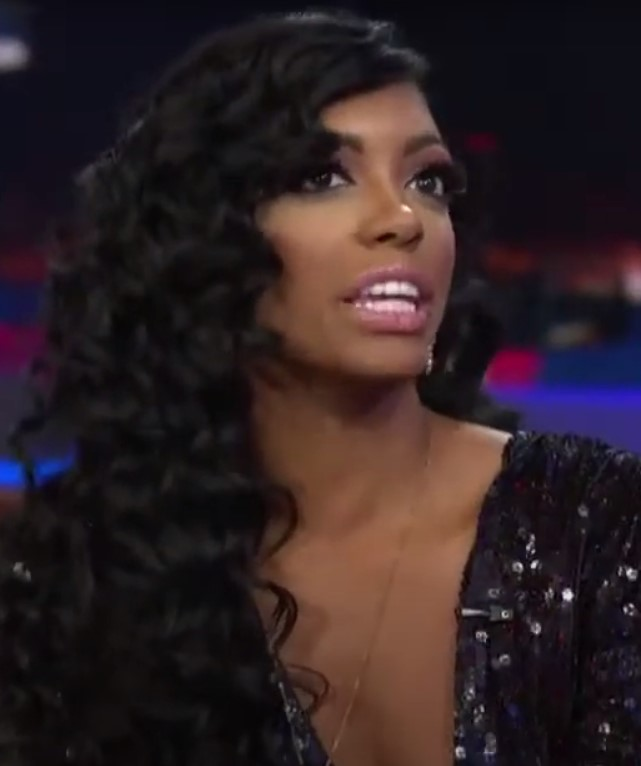
Porsha Williams (saisons 5 et 6, 8 à 13 et depuis la saison 16)
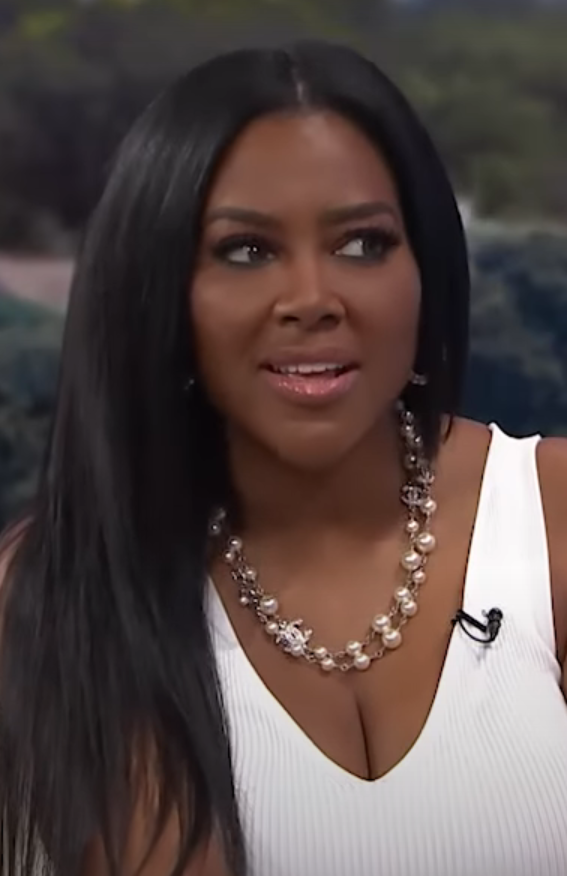
Kenya Moore (saisons 5 à 10 et saison 12 à 15)
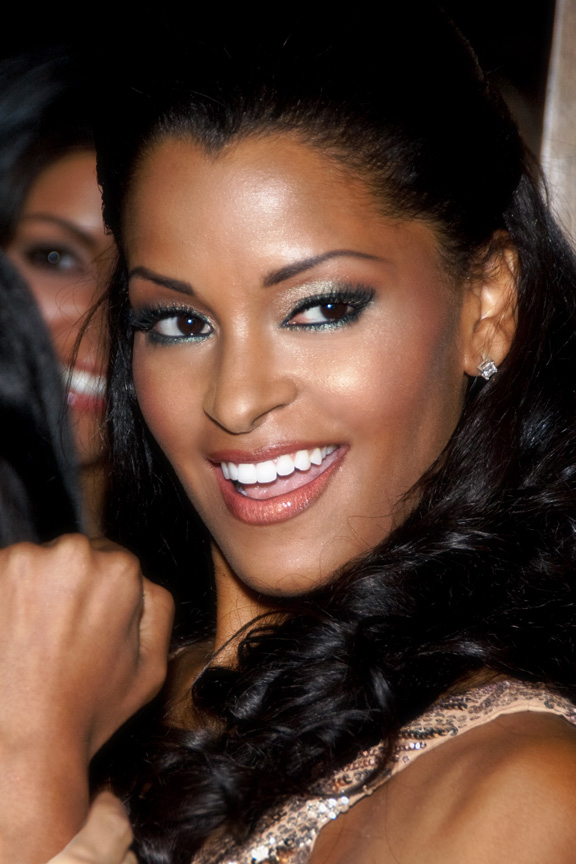
Claudia Jordan (saison 7)
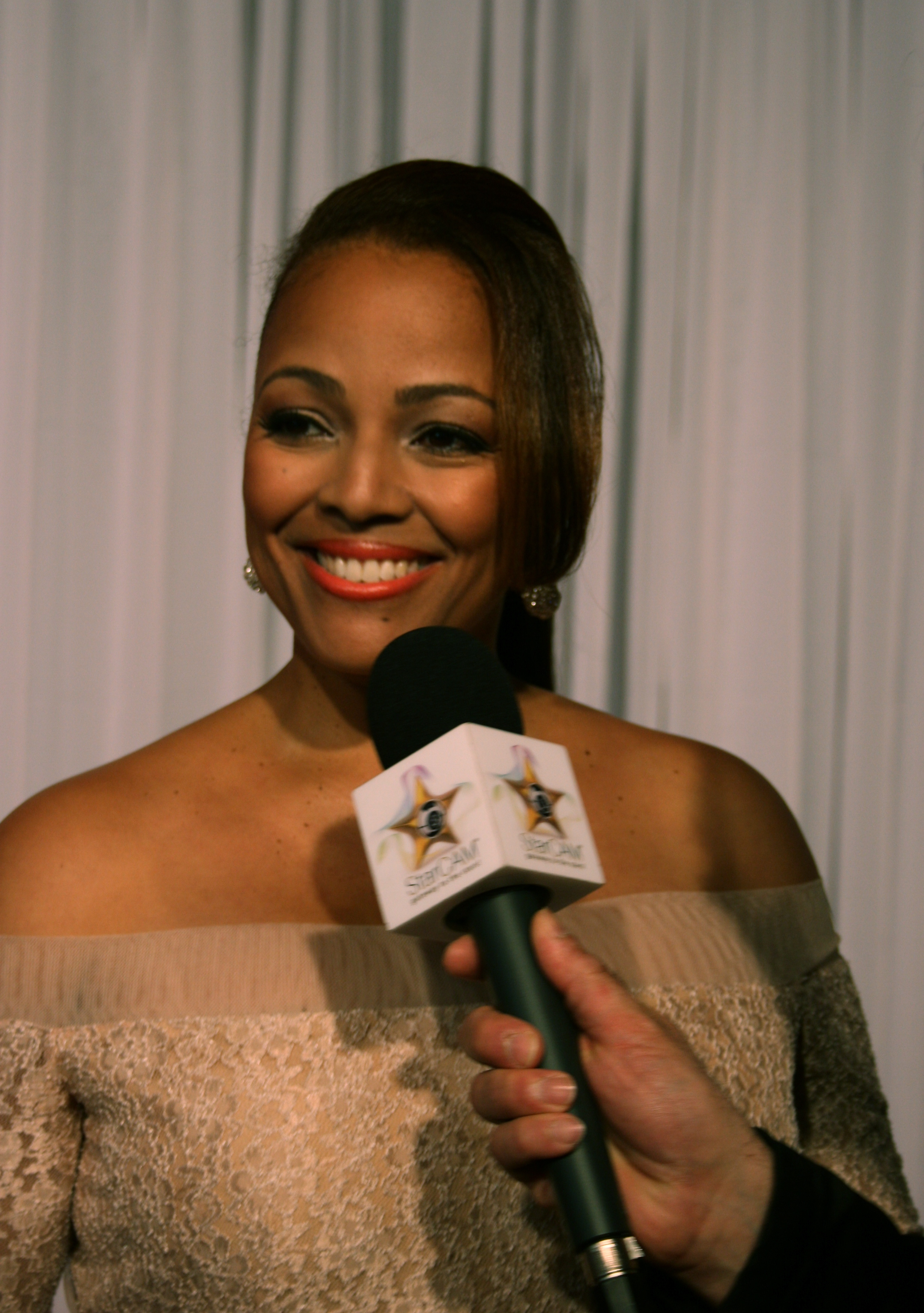
Kim Fields (saison 8)
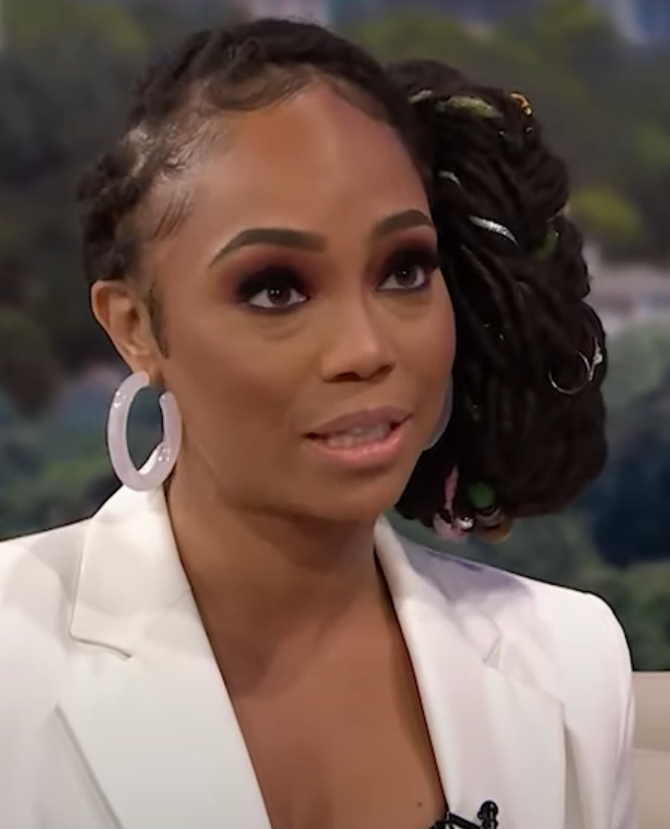
Shamari DeVoe (saison 11)
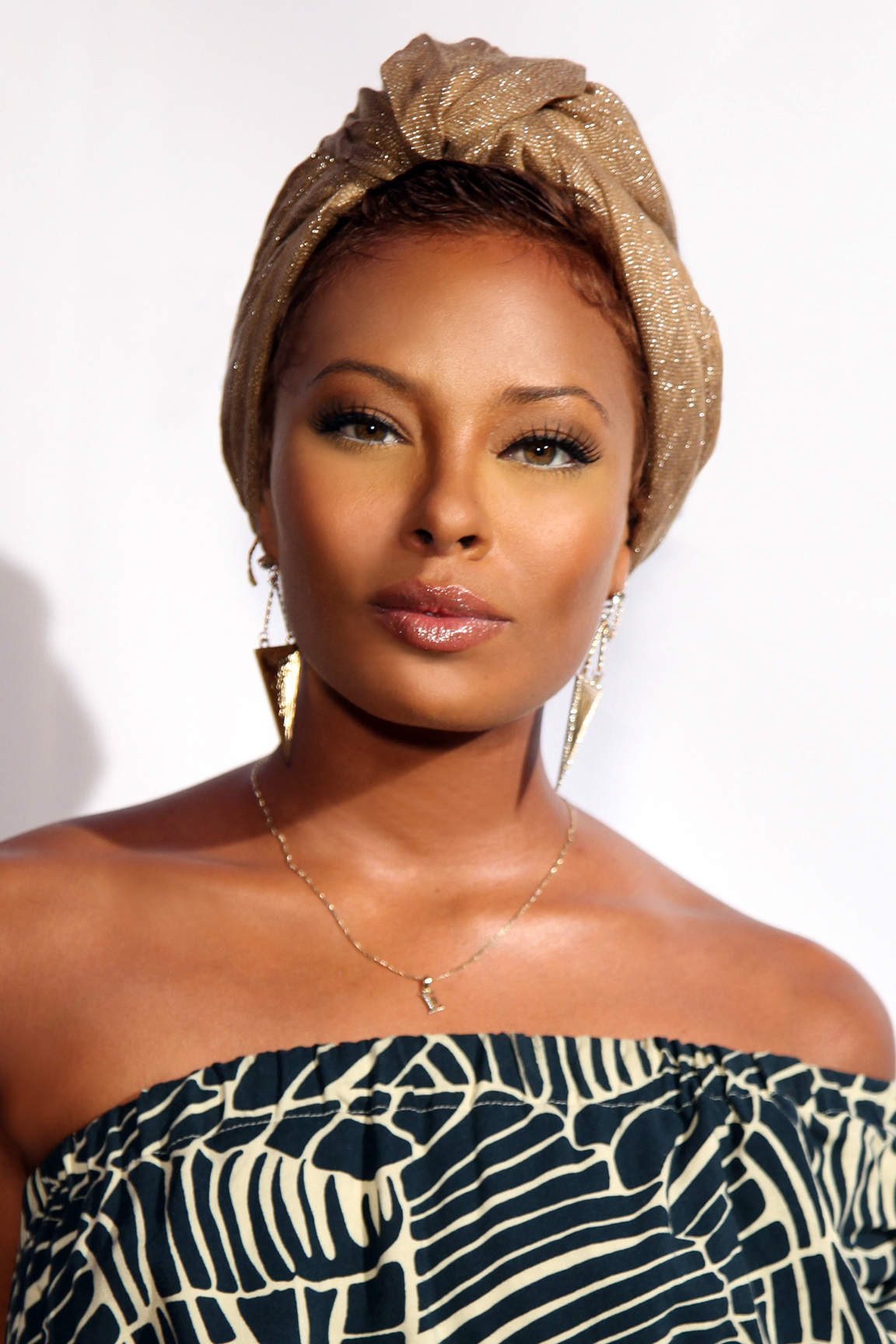
Eva Marcille (saisons 11 et 12)
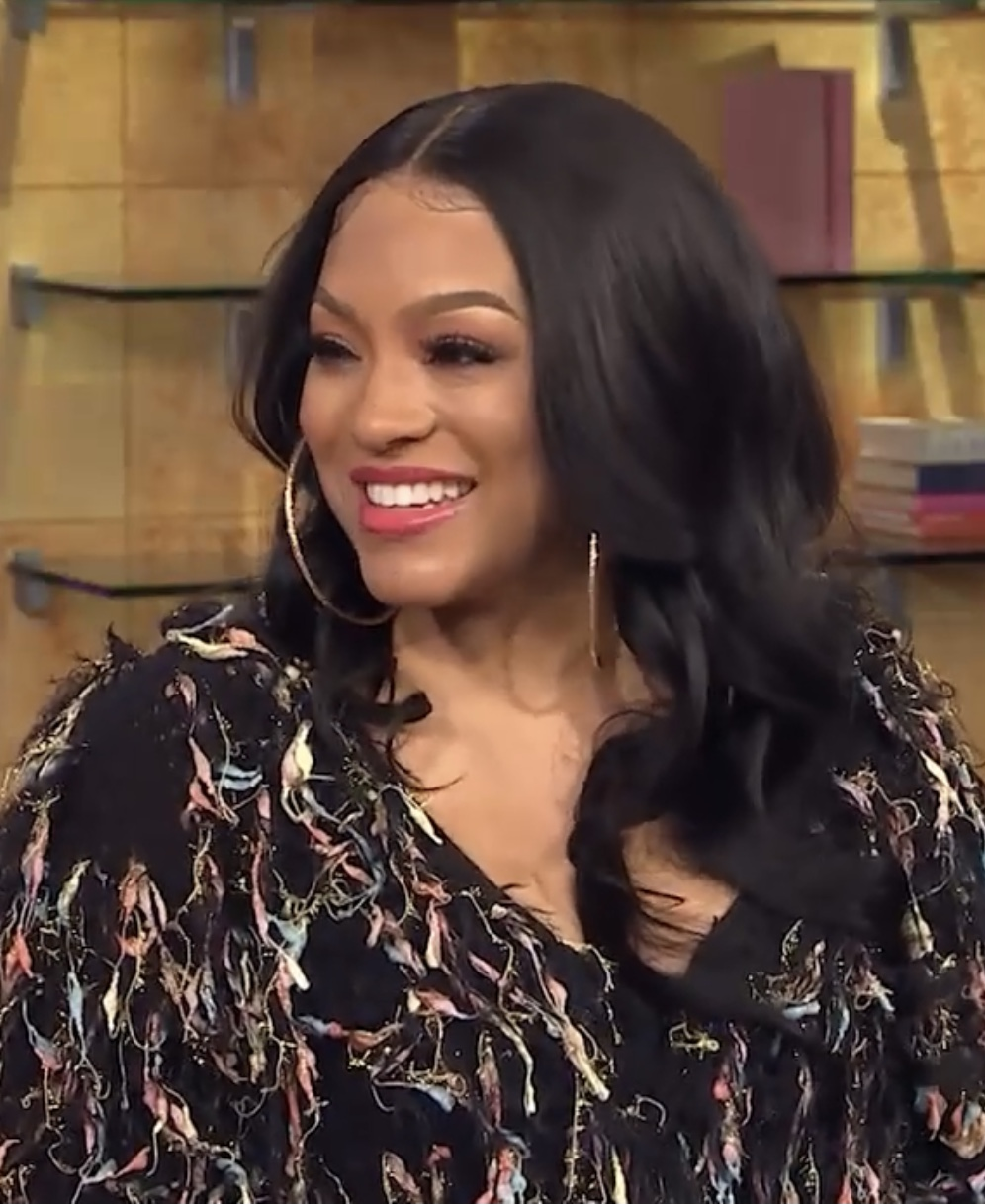
Drew Sidora (depuis la saison 13)
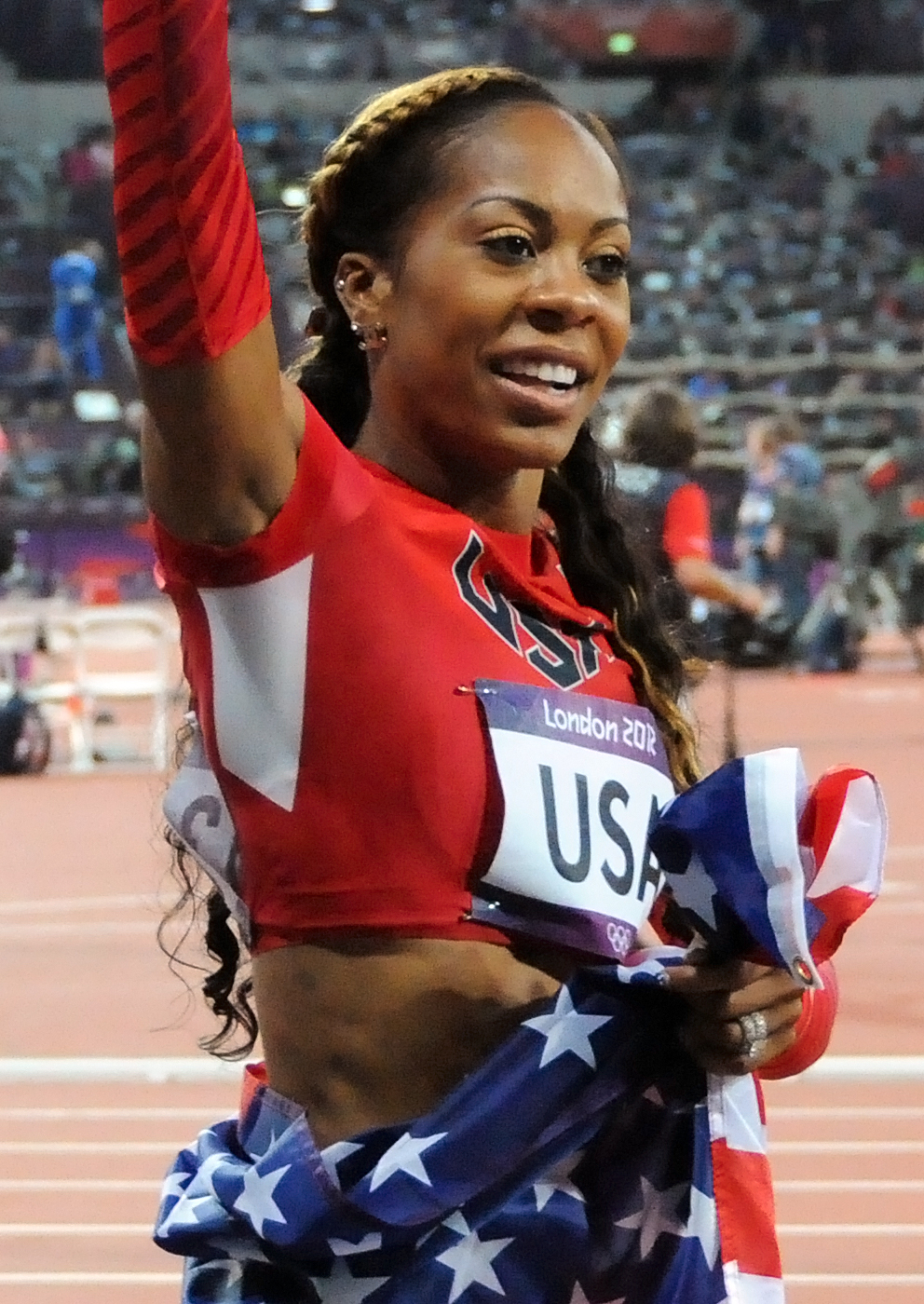
Sanya Richards-Ross (saison 15 et 16)

### Voice-over
- Géraldine Asselin[13]
- Virginie Emane[14]
- Flora Kaprielian[15]
- Anne-Sophie Nallino[16]

Version française
- Société de doublage : Imagine
- Direction artistique :
- Adaptation des dialogues :

## Épisodes
| Saisons        | Épisodes | France            | France                       | États-Unis       | États-Unis        | États-Unis              | États-Unis              | États-Unis              |
| Saisons        | Épisodes | Diffusion         | Chaine de première diffusion | Début de saison  | Fin de saison     | Audiences (en millions) | Audiences (en millions) | Audiences (en millions) |
| Saisons        | Épisodes | Diffusion         | Chaine de première diffusion | Début de saison  | Fin de saison     | Première                | Dernière                | Moyenne                 |
| -------------- | -------- | ----------------- | ---------------------------- | ---------------- | ----------------- | ----------------------- | ----------------------- | ----------------------- |
| 1 (2008)       | 8        | 1er juin 2020     | Netflix                      | 07 octobre 2008  | 25 novembre 2008  | 0.66                    | N/A                     | 1.52                    |
| 2 (2009)       | 16       | 1er juin 2020     | Netflix                      | 30 juillet 2009  | 12 novembre 2009  | 2.66                    | N/A                     | 2.71                    |
| 3 (2010-2011)  | 18       | 18 mai 2021       | Netflix                      | 04 octobre 2010  | 20 février 2011   | 2.41                    | 2.65                    | 2.86                    |
| 4 (2011-2012)  | 25       | 18 mai 2021       | Netflix                      | 06 novembre 2011 | 22 avril 2012     | 1.87                    | N/A                     | 2.85                    |
| 5 (2012-2013)  | 25       | 22 novembre 2021  | 6play                        | 04 novembre 2012 | 28 avril 2013     | 1.26                    | 2.43                    | 3.10                    |
| 6 (2013-2014)  | 27       | Inédite en France | Inédite en France            | 03 novembre 2013 | 18 mai 2014       | 3.10                    | 2.12                    | 3.73                    |
| 7 (2014-2015)  | 25       | Inédite en France | Inédite en France            | 09 novembre 2014 | 10 mai 2015       | 3.83                    | 2.59                    | 3.08                    |
| 8 (2015-2016)  | 21       | Inédite en France | Inédite en France            | 08 novembre 2015 | 10 avril 2016     | 2.97                    | 1.76                    | 2.85                    |
| 9 (2016-2017)  | 25       | 22 novembre 2021  | 6play                        | 06 novembre 2016 | 14 mai 2017       | 2.59                    | 1.47                    | 2.62                    |
| 10 (2017-2018) | 22       | 22 novembre 2021  | 6play                        | 05 novembre 2017 | 29 avril 2018     | 2.43                    | 1.07                    | 2.20                    |
| 11 (2018-2019) | 23       | 1er juillet 2024  | M6+                          | 04 novembre 2018 | 12 avril 2019     | 1.93                    | 1.67                    | 1.96                    |
| 12 (2019-2020) | 26       | 1er juillet 2024  | M6+                          | 03 novembre 2019 | 24 mai 2020       | 1.91                    | 1.40                    | 1.79                    |
| 13 (2020-2021) | 21       | 1er juillet 2024  | M6+                          | 06 décembre 2020 | 09 mai 2021       | 1.42                    | 1.08                    | 1.25                    |
| 14 (2022)      | 20       | Inédite en France | Inédite en France            | 1er mai 2022     | 25 septembre 2022 | 0.93                    | 1.13                    | 0.95                    |
| 15 (2023)      | 18       | Inédite en France | Inédite en France            | 07 mai 2023      | 10 septembre 2023 | 0.83                    | 0.99                    | 0.87                    |
| 16 (2025)      | 20       | Inédite en France | Inédite en France            | 09 mars 20205    | 27 juillet 2025   | 0.72                    | 0.59                    | 0.58                    |

### Première saison (2008)
1. Bienvenue à Atlanta (Welcome One, Welcome ATL)
2. C'est ma soirée (It's Me Party!)
3. Qui est ton père (Who's Your Poppa?)
4. Bling-bling ? (Bring on the Bling)
5. Désaccordé (Out of Tune)
6. Cauchemar (Dream a Little Nightmare)
7. Meilleures ennemies (Best of Enemies)
8. Réunion (Reunion Special)
9. Les images perdues (The Lost Footage)

### Deuxième saison (2009)
1. Du caractère à Atlanta (New Attitude, Same ATL)
2. Opération Kim (Kim-tervention)
3. Incroyable (Unbeweavable)
4. Momies, mamans et compagnie (Mummies, Mommies and Baby Mommas)
5. Brise le cœur (Home Is Where the Heatbreak Is)
6. Mon ego vaut mieux que le tien (My Ego Is Bigger)
7. De l'ombre (Throwing Shade)
8. Alter ego (Scrambled Egos)
9. Mon précieux (Precious Pocketbook)
10. Mieux vaut tard que jamais (Better Tardy Than Never)
11. Talons hauts (High Heels & Record Deals)
12. Drama (Baby Momma & Daddy Drama)
13. Combats de chats (Catwalks & Cat Fights)
14. Les retrouvailles (Reunion Part One)
15. Les retrouvailles, 1er partie (Reunion Part Two)
16. Images perdues, 2ème partie (The Lost Footage)

### Troisième saison (2010-2011)
1. Changement d'attitude (New Attitude)
2. La vie rêvé des mannequins (Model Behavior)
3. Soirée en blanc (White Hot)
4. Petty Boughetto (Petty Boughetto)
5. Fête des mères sexy (Hot Mama's Day)
6. Vide-greniers de luxe (Trashed Collection
7. Shereé et la danse ? (She Can Dance?)
8. Y a t-il un médecin dans la salle ? (Is There a Doctor in the House?)
9. NeNe est vénère (NeNe Get Your Gun)
10. Trouver sa voix (Auto-Tuned-Up)
11. Le contrat d'amitié (Contract Player)
12. Nul et non avenu (Not So Fine Print)
13. Première tournée (Tour-ture)
14. Sur la route (Flamingo Road Block)
15. Floride sous haute tension (Floridon't)
16. La mariée stressée (The Bride and the Doom)
17. Les retrouvailles, 1er partie (Reunion: Part 1)
18. Les retrouvailles, 2ème partie (Reunion: Part 2)

### Quatrième saison (2011-2012)
1. Titre inconnu (Before They Were Stars)
2. On n'a rien sans rien (Nothing Ventured, Nothing Gained)
3. Riche et célèbre (Surprisingly Rich)
4. Un vrai gentleman (Shower the Baby, Muzzle the Boy)
5. Titre inconnu (Jewels Be Dangled)
6. Le bar barbare (Whine Bar)
7. Trois perruques et un couffin (Three Wigs and a Baby)
8. Le litige de Shereé (Law by Shereé)
9. Ecole de la mode (New Tricks)
10. Chante avec les stars (Unlikely Duos)
11. Seigneur, il fait chaud ! (We Come in Peace (And Packing Heat))
12. Danse africaine (Shaping Up and Shipping Out)
13. L'Afrique du Sud, c'est comme Atlanta (South Africa: Just Like Home)
14. Pluie de billets (Make It Rain Down in Africa)
15. Let's talk about sex (No Bones About It)
16. Retour à Atlanta (From Motherland to Haterville)
17. Quand les tensions ressurgissent (Peaches and Sreams)
18. Tout le monde fait des erreurs (The Error Apparents)
19. Les petits princes (Fresh Princes)
20. En grande pompe (All Pomp But No Circumstance)
21. Bonheur et joie (Happiness & Joy)
22. Les retrouvailles (1/3) (Reunion: Part 1)
23. Les retrouvailles (2/3) (Reunion: Part 2)
24. Les retrouvailles (3/3) (Reunion: Part 3)
25. Titre inconnu (Kim & Kroy)

### Cinquième saison (2012-2013)
1. Titre inconnu (Hairstylists tell all)
2. Sexy ! (Got Sexy Back)
3. L'excès engendre le succès (Excess Breeds Success)
4. Appelez moi miss USA (Call Me Miss USA)
5. Pas bouger (Unmoved)
6. Pas d'excuses (No Excuse for Excuses)
7. Accrochez vous à vos tissages (Hold on to your Weaves)
8. Je ne le ferais pas (I Do...But, I Won't)
9. Engagements (Fools of Engagements)
10. S'habiller et se déshabiller (Press Down and Strip Bare)
11. Hors de ma vue (Off The Hook)
12. L'âne (This Donkey Kicks)
13. Battle (Battle of the Booty)
14. Faire un âne (Make an Ass Out of a Donkey)
15. Le concours (Prayed Up)
16. A prié (Praise the Pageant)
17. Pêches (Peaches Don't Grow in Hollywood)
18. Un strip est un strip (The Strip is a Trip)
19. Il parle, je bouge (He's Stalking, I'm Walking)
20. Titre inconnu (Donktabulous!)
21. De divas à icônes (Divas into Icons)
22. Titre inconnu (Reunion: Part One)
23. Les retrouvailles, 2ème partie (Reunion: Part Two)
24. Les retrouvailles, 3ème partie (Reunion: Part Three)
25. Les coiffeurs disent tout (Secrets Revealed)

### Sixième saison (2013-2014)
1. Bye Bye With the Wind
2. Girl Code Breakers
3. All in a Day's Twerk
4. Too Late to Apollo-Gize
5. Save the Drama For Mama
6. The Old Lady and the Shoe
7. Savann-No
8. Ghosts of Girlfriends Past
9. Midnight in the Garden of Tea and Shade
10. A Trip Down Memory Lane
11. Crunk in the Trunk
12. Sour Grapes, Sour Peaches
13. Pillow Talk or Pillow Fight
14. Peaches Divided
15. Dropping the Ball
16. Twirling With the Enemy
17. He Said, She Said
18. Filrting With Disaster
19. Mexi-Loco
20. With Friends Like These
21. Mess Rehearsal
22. Final Curtain Call
23. Reunion Part 1
24. Reunion Part 2
25. Reunion Part 3
26. Secrets Revealed
27. Husbands Revealed

### Septième saison (2014-2015)
1. Bye Bye and Bon Voyage
2. No Moore Apollogies
3. All Tea All Shade
4. Bury The Ratchet
5. Friend Or Faux
6. Make-ups And Breakdowns
7. Nice To Metria
8. Tea With A Side Squashed Beel
9. 50 Shades Of Shade
10. Puerto Read-co!
11. Divide And "kiki"
12. Beauties in the Fast Lane
13. The Countdown Begins
14. Hello Mr. Chocolate
15. Chocolate Does A Body Good
16. Southern Discomfort
17. Fix It Therapy
18. Housewives Interrupted
19. Drama Detox
20. Form Zen to Sin
21. Chasing Nay-Nay
22. Atlanta Twirls On
23. Reunion Part 1
24. Reunion Part 2
25. Reunion Part 3

### Huitième saison (2015-2016)
1. The Shades of It All
2. Duking It Out
3. Party in a Sweatbox
4. Rocky Boat Horror Story
5. Where is the Love Boat?
6. Bienvenido a Miami
7. Miami Spice
8. There's No Business Like Friend Business
9. Shade for Day
10. Trouble on the Family Tree
11. Ms. Parks Goes to Washington
12. Beauties & the Beat
13. Jamaican Beef Catty
14. Peaches of the Caribbean
15. Read School Is in Session
16. Turning Over a New Peach
17. Who'Been Naughty, Who's Been Nice
18. Reunion Part One
19. Reunion Part Two
20. Reunion Part Three
21. Secrets Revealed

### Neuvième saison (2016-2017)
1. Maison d'ombre (House of Shade and Dust)
2. La guerre des maisons (Housewife House Wars)
3. Le fantôme du passé (Ghosts of Boyfriends Past)
4. Un autre tour du quartier (Another Spin Around the Block)
5. Grenade (Shade Grenade)
6. Les problèmes (Tastes Like Trouble)
7. Mannequinat (Model Behavior)
8. Buddies (Bosom Buddies)
9. Drama (Char-lotta Drama)
10. Un comportement inacceptable (Uncharitable Behavior)
11. Thelma et Louise (Thelma and Louise Take Flint)
12. Dans les bois (Into The Woods)
13. Si seulement la forêt pouvait parler (If These Woods Could Talk)
14. Les langues trop bien perdues coulent des navires (Loose Lips Sink Ships)
15. Laisse tout sur la table (Lei It All on the Table)
16. Maui Mayhem (Maui Mayhem)
17. Aloha (Aloha & Goodbye)
18. Ruptures (Baby Nups & Breakups)
19. L'accompagnement (Side Dishes and Side Pieces)
20. Elle l'a fait (Chateau She Did That)
21. Les retrouvailles, 1ière partie (Reunion Part One)
22. Les retrouvailles, 2ème partie (Reunion Part Two)
23. Les retrouvailles, 3ème partie (Reunion Part Three)
24. Secrets révèles (Secrets Revealed)

### Dixième saison (2017-2018)
1. 50 nuances de Cynthia (50 Shades of Cynthia)
2. Dis oui ! (Say Yes to Distress)
3. Get down (Chateau Get Down)
4. N'oublie jamais (All White Never Forget Showdown)
5. La soirée de Petty (Petty Party)
6. La shaddy express (All Aboard the Shady Express)
7. Titre inconnu (Rock the boat !)
8. Incroyable thé (A Mad Tea Party)
9. Les pêches de la colère (The Peaches of Warth)
10. Sortir en trombe (Storming Out)
11. Le thé est essentiel (Tea Is of the Essence)
12. Trippin'  (Peaches Be Trippin')
13. La villa loca (Livin' la Villa Loca)
14. Barcelone (Barcelona Breakdown)
15. Qu'il y ait la lumière et l'amour (Let There Be Light and Love)
16. Miss Kim (Driving Miss Kim)
17. Remarquable (ReMarcable)
18. Cauchemar... (Nightmare on Peachtree Street
19. Les retrouvailles, 1ière partie (Reunion Part One)
20. Les retrouvailles, 2ème partie (Reunion Part Two)
21. Les retrouvailles, 3ème partie (Reunion Part Three)
22. Le 10ème anniversaire (10th Anniversary Special)

### Onzième saison (2018-2019)
1. Aimer et adorer (To Love and to Cherish)
2. La pêche est bonne ? (South Peach)
3. Une nouvelle addition (A New Addition)
4. Garde la pêche ! (Pass the Peach, Throw the Shade)
5. Histoires tatouées (Tatted Tales)
6. Plaintes et dîner (Whining and Drining)
7. Sororité (Sisterhood of Traveling Peaches)
8. Destin-ation finale (Final Destin-ation)
9. L'amour d'une mère (A Mother's Love)
10. Faute route (The Wrong Road)
11. Message, mensonges et thérapie (Textes, Lies & Therapy)
12. Tokyo by night (The Peaches of Tokyo)
13. Disputes à Tokyo (Tempers in Tokyo)
14. Lost in Translation (Lost in Translation)
15. C'est officiel ! (Let's Make It Official)
16. La perruque valse (Bye Wig, Hello Drama)
17. Bienvenue dans le donjon (Welcome to the Dungeon)
18. L'épouse modèle (The Model Bride)
19. Pas d'argent, plus de problèmes (No Money, Mo' Problems)
20. Entre-deux (Caught in the Middle)
21. Le bilan (1/3) (Reunion Part 1)
22. Le bilan (2/3) (Reunion Part 2)
23. Le bilan (3/3) (Reunion Part 3)

### Douzième saison (2019-2020)
1. Plus on est de fous (The Moore the Merrier)
2. Cœur menteur (Cheatin' Heart)
3. Guérison (The Float Goes On)
4. La pêches acides (Love, Marriage and Sour Peaches)
5. C'est re-cadeau ! (The Regift That Keeps on Giving)
6. Il y a de l'espoir (Where There's a Wig, There' a Way)
7. Le modèle (What Would Michelle O Do?)
8. L'étape supérieure (Head Over Hills)
9. Vieillie en fût (A Whine of a Time)
10. Sur le fil du rasoir (Living on the Edge)
11. Anguille sous roche (Snake Bye)
12. Un cheveu dans la soupe (A Hairy Situation)
13. Thé chaud et cookies (Hot Tea With a Side Cookies)
14. Lions, tigres et potins (Lions, and Tigers and Shade)
15. Kenye vs. Ken (Kenya vs. Ken)
16. Pour la charité (In The Name of Charity)
17. La Grèce (Greece Is the World)
18. Une tragédie grecque en six actes (A Greek Tragedy in 6 Acts)
19. Pêches pourries (Ruined Peaches)
20. Plus d'amour, plus de problèmes (More Love More Problems)
21. Aller vers le haut et vers l'avant (Moving Up and Moving On)
22. Une étoile est née(A Star Is Born)
23. Plus de secrets(Secrets Revealed)
24. Le bilan (1/3) (Reunion Part 1)
25. Le bilan (2/3) (Reunion Part 2)
26. Le bilan (3/3) (Reunion Part 3)

### Treizième saison (2020-2021)
1. Pas de justice, pas de paix(No Justice, No Peace)
2. Nouvelles pêches (New Peach in the Orchard)
3. Thérapie de couple (Ten Ten, Twenty Twenty)
4. D'une surprise à l'autre (Form One Surprise to Another)
5. Ne viens pas sauf si je t'ai invité (Don't Come for Me Unless I've Invited You)
6. Pêche abondante (The Giving Peach)
7. La Jet-Set et la peste (The Jet Set and the Upset)
8. Beach, please ! (Beach, Please!)
9. Paquet surprise (The Hostess With the Least-est)
10. Que s'est-il passé dans le donjon(What Happened in the Dungeon)
11. Usual suspects (The Usual Suspects)
12. Faire la Une(Front Page News)
13. 10, 10, 20 (10.10.20)
14. Halloween (If You've Got It, Haunt It)
15. Pêche cajun (Cajun Peaches)
16. Comme un ouragan (Hurricane Housewives)
17. Le grand bazar (A Whole Lot of Mess)
18. Noël entre amis (How the Wig Stole Christmas)
19. Le bilan (1/3) (Reunion Part 1)
20. Le bilan (2/3) (Reunion Part 2)
21. Le bilan (3/3) (Reunion Part 3)

### Quatorzième saison (2022)
1. The Edge of Fashion
2. All Aboard the Gaslight Express
3. The Tea Is Served
4. Big Apple Squabbles
5. She by Herself
6. Don't Be Sea Salty
7. Who Gon Check on Me, Boo?
8. Healthy Glows and Low Blows
9. Midnight in the Chateau of Good & Evil
10. Guess Who's Coming to Blue Ridge
11. Cabin Fever
12. Trust (Planning) Issues
13. A Rum Punch to the Gut
14. Montego Baes
15. Not Michelle Obama
16. It's Expensive to Be She
17. A Fashion Show With Fashions
18. Reunion Part 1
19. Reunion Part 2
20. Reunion Part 3

### Quinzième saison (2023)
1. Who's Gonna Check My New Boo?
2. Sisters Before Misters
3. A Stars is Re-Born
4. The Buck Stops in Birmingham
5. Drama for You Mama
6. Rap Sheets and Old Beefs
7. Keeping It Gucci
8. Rollerskates and Blind Dates
9. Better Late Than Ugly
10. Healing by Sheree
11. Make Ups, Slip Ups and Cover Ups
12. Sex, Lies and Video-Phones
13. Peach Passion
14. Wreck-It, Ralph
15. Slip & Spill... the Tea
16. Art Imitates Life
17. Reunion Part 1
18. Reunion Part 2

### Seizième saison (2025)
1. Welcome Back Peaches
2. Hot Dogs & Hot Mics
3. High Notes and Cheap Shots
4. The Vault
5. About Last Night
6. Peace, Interrupted
7. Nashville Hold Em
8. Boots on th Ground
9. Blame It on the Henny
10. Meditation and Mediation
11. Let's Be Honest
12. The Frack Is Back
13. Chapter 1: RESET
14. Chapter 2 : Renew
15. Chapter 3 : Rebirth
16. Chicken and Waffles
17. Game Over
18. Reunion Part 1
19. Reunion Part 2
20. Reunion Part 3

## Commentaires
- En 2006, la chaîne américaine Bravo démarre la diffusion de The Real Housewives of Orange County, décrite comme « un croisement entre les séries Desperate Housewives et Newport Beach ». À la suite du succès de la téléréalité, plusieurs émissions dérivées seront diffusées : New York City, Atlanta, New Jersey, Washington D.C., Beverly Hills, Miami, Potomac, Dallas, Salt Lake City et Dubai.
- Les trois première saisons ont été doublé en 2016 malgré cela aucune chaîne ne la diffusée.
- En 2025, Nene Leakes et Cynthia Bailey retrouvent leurs anciennes partenaire Kim Fields dans la série La Famille Upshaw afin d'y parodié l'émission (saison 4, épisode 1)[17].

### Ultimate Girls Trip
- En 2021, Cynthia Bailey (en) (saisons 3 à 13) et Kenya Moore (saison 5 à 10 et depuis la saison 12) ont participé à la première saison.
- En 2022, Eva Marcille Sterling (saisons 11 et 12) et Phaedra Parks (en) (saisons 3 à 9) ont participé à la saison 2 une version Ex-Wives Club ainsi qu'à la cinquième saison qui n'a pas été diffusée à la suite de l'affaire Brandi Glanville.
- En 2023, Porsha Williams (en) (saisons 5 à 13) a participé à la saison 3.

### Autres Apparition
- La chaîne américaine Bravo diffusera 10 émissions dérivés centrés sur les Housewives d'Atlanta (6 sur Kandi Burruss, 2 sur Porsha Williams (en), 1 sur Kim Zolciak-Biermann (en) et 1 sur NeNe Leakes).
- Kim Zolciak-Biermann (en) est apparu lors du deuxième épisode de la saison 1 des Real Housewives of Miami lors du gala annuel des Black.
- Phaedra Parks (en) est apparue tout au long de la première saison des Real Housewives of Dubai.
- Cynthia Bailey (en), Phaedra Parks (en) et Kenya Moore ont toutes les trois été présente lors du mariage de Teresa Giudice (en) dans l'épisode 16 de la saison 13 des Real Housewives of New Jersey.
- Cynthia Bailey (en) est apparue tout au long de la saison 13 des Real Housewives of Beverly Hills.